# Wang Qianyuan (étudiante)
Ne doit pas être confondu avec Wang Qianyuan (acteur).
Wang Qianyuan (王千源, Grace Wang) est une étudiante chinoise née en 1988 à  Qingdao, province du Shandong. Le site internet officiel de la télévision publique chinoise l'a qualifiée de « plus horrible étudiante Chinoise à l'étranger ».
Le 10 avril 2008, elle a participé à une confrontation entre manifestants pro-tibétains et pro-chinois sur le campus de l'Université Duke et incite les deux parties à dialoguer.
Elle est ensuite victime de Renrou sousuo : les images de son intervention sont alors largement diffusées sur Internet et une importante campagne de dénigrement à son encontre débute. L’appartement de ses parents à Qingdao est caillassé et elle est l’objet d’insultes et de menaces de la part des internautes chinois.
Elle a publié une mise au point en avril 2008 sur le forum des étudiants chinois de l’université Duke, citant largement Confucius, Lao Zi et Sun Zi et appelant au dialogue des cultures.